# Orlando Sáenz
Orlando Sáenz Rojas (1936) es un ingeniero civil, político independiente y empresario chileno.

## Biografía
Fue dirigente universitario en la Federación de Estudiantes de la Universidad Católica. Posteriormente fue ayudante y profesor en la Universidad de Chile, la Pontificia Universidad Católica de Chile y la Universidad de Santiago de Chile.

### Vida pública
Entre 1971 y 1973 fue presidente de la Asociación de Industriales Metalúrgicos y desde 1971 hasta 1974 de la Sociedad de Fomento Fabril. Desde este cargo, fue un férreo opositor al gobierno socialista de Salvador Allende y uno de los promotores del paro de octubre de 1972. También mantuvo estrechos vínculos con el Frente Nacionalista Patria y Libertad, actuando según algunas fuentes como uno de sus financiadores. Según Roberto Thieme, Sáenz fue miembro de Patria y Libertad y consejero en el Frente Invisible de la organización. Sáenz ha reconocido haber sido uno de los promotores del golpe de Estado de 1973.
Tras el golpe de Estado de 1973 liderado por Augusto Pinochet, Sáenz se integró a la nueva administración desempeñando diversos cargos, entre ellos asesor económico del Ministerio de Relaciones Exteriores y embajador de Chile ante la Asamblea General de Naciones Unidas y ante la Asamblea del Fondo Monetario Internacional. No obstante, en 1974 Sáenz terminó por alejarse del gobierno debido a su desacuerdo con las violaciones de los derechos humanos perpetradas por el mismo y con las transformaciones neoliberales de los Chicago Boys.
Adhirió a la campaña del NO para el plebiscito de 1988 y formó el Comando Independientes por el No junto a Federico Willoughby-MacDonald, Lily Garafulic, Ernesto Barreda y Gonzalo Cienfuegos. En las elecciones parlamentarias de 1989 fue candidato a Senador por la Región de Valparaíso como independiente dentro de la lista de la Concertación de Partidos por la Democracia, sin resultar electo. En la actualidad, pese a no militar en partido político alguno, Sáenz ha mostrado cercanía con los gobiernos de centroizquierda.
Fue presidente de la Junta directiva de la Universidad de Santiago de Chile durante varios años y asesor de Naciones Unidas para el desarrollo industrial. También ha participado en los directorios de empresas tales como Fensa, Yarur, Banco Austral de Chile, Compañía de Cervecerías Unidas, Envases del Pacífico, Parque Arauco, y de varias otras corporaciones chilenas y extranjeras. Además de ser director de varias empresas, es socio fundador de O. Sáenz y compañía.

## Publicaciones
Es autor de varios libros, tales como:
- Chile, país en quiebra.
- Verdades dolorosas.
- Testigo privilegiado.
- ¿Cuentos o recuerdos?.
- Trabajos de amor perdidos en el campo chileno
- La graciosa: El arte de investigar.
- ’’El auge, permanencia y caída de los imperios”

Ha publicado numerosos artículos en diversos diarios y revistas.

## Historial electoral

### Elecciones parlamentarias de 1989
- Elecciones Parlamentarias de 1989, para la Circunscripción 5, V Región Cordillera[16]

| Candidato                 | Pacto                          | Partido | Votos  | %     | Resultado |
| ------------------------- | ------------------------------ | ------- | ------ | ----- | --------- |
| Carlos González Márquez   | Concertación por la Democracia | PR      | 72 721 | 21,33 | Senador   |
| Sergio Romero Pizarro     | Democracia y Progreso          | ILB     | 71 551 | 20,99 | Senador   |
| Luis Guastavino Córdova   | Unidad para la Democracia      | PAIS    | 60 544 | 17,76 |           |
| Orlando Sáenz Rojas       | Concertación por la Democracia | ILA     | 59 195 | 17,37 |           |
| Edmundo Eluchans Malherbe | Democracia y Progreso          | ILB     | 50 146 | 14,71 |           |
| Sergio Valencia Durán     | Liberal-Socialista Chileno     | ILE     | 11 815 | 3,47  |           |
| Raúl Silva Vergara        | Liberal-Socialista Chileno     | ILE     | 12 569 | 3,69  |           |
| José Freire Canto         | Unidad para la Democracia      | PAIS    | 2339   | 0,69  |           |